# Helictophanes myriolychna
Helictophanes myriolychna is een vlinder uit de familie van de bladrollers (Tortricidae). De wetenschappelijke naam van de soort is voor het eerst geldig gepubliceerd in 1946 door Turner.

## Type
- holotype: "female"
- instituut: ANIC, CSIRO, Canberra, Australian Capital Territory, Australia
- typelocatie: "Australia, Queensland, Mossman"

## Synoniemen
- Articolla myriolychna Turner, 1946